# PEIN Ribera Salada
El PEIN Ribera Salada és un dels Plans d'Espais d'Interès Natural aprovat definitivament el mes de febrer de l'any 2000.

## Límits
Vegeu l'enllaç extern corresponent